# ゆめくり
『ゆめくり』は、博による日本の漫画作品、およびそれを原作としたメディアミックス作品。

## 概要
温泉巡りが趣味の主人公の少年がとある温泉街で出会った温泉の神様および温泉旅館の看板娘たちとの交流を描いた青春漫画。「ほのぼのアクション温泉青春ストーリー」と銘打たれている。『月刊コミックアライブ』（メディアファクトリー、2013年10月よりKADOKAWA）にて2012年3月号から2017年2月号まで連載された。また、pixivの電子コミック配信サービス『pixivコミック』（ピクシブ株式会社）にて2012年6月29日より無料配信が開始された。『月刊コミックアライブ』2012年9月号にて、本作品を原作としたドラマCDの制作が発表され、同誌2012年10月号にて、ショートアニメが製作され前述のドラマCDに同梱されることが発表された。
雑誌掲載時とコミックス収録時では区切りやタイトルが異なっているエピソードがあり、雑誌とコミックスとでは話数のナンバリングにズレがある。
コミックスではカバー裏にも印刷が施されている。内容はみやま館の宣伝ポスター風イラスト。

## あらすじ
湯巡りが趣味の高校1年生・湯上誠は、100ヶ所目の温泉巡りで訪れた「みやま温泉」で従業員の手違いによって銀髪の美少女が先に入浴していた露天風呂に混浴してしまう。誠はその美少女に一目惚れしてしまうが、従業員の少女曰く、その美少女は温泉の神様で、今日は神様が神通力によって温泉の湯をおこしてくれる大切な日。その姿を普通の人間である誠が見てしまったために、神様は神通力を失って普通の人間に戻り、更には五感を失い一生孤独に暮らしていかなければならないのだという。神様を助けるために、誠に「普通の人間」であることを辞め、「関係者」としてみやま温泉で住み込みの客引きとして働くことを勧める従業員たち。突飛な話に戸惑う誠だが、再び神様を目にした瞬間に、やはり自分はこの美少女に恋をしたのだと確信し、みやま温泉の温泉旅館「みやま館」で働くことを決意する。

## 登場人物
※担当声優はドラマCD版のもの。
湯上 誠（ゆかみ まこと）
声 - 中村悠一
主人公。湯巡りに出かけることが趣味の高校1年生。みやま温泉で、一目惚れした温泉の神様・白羽ゆりの力を失わせてしまい、ゆりを助けるために温泉旅館「みやま館」で住み込みの客引きとして働くことになる。それに伴い、とくらが通う晴川（せいせん）高校に転校。写真同好会に入部する。
白羽 ゆり（しらはね ゆり）
声 - 佐藤聡美
温泉の湯をおこす力を持つ、温泉の神様。銀髪の美少女であったが、みやま温泉の湯をおこしていた際に誠に姿を見られ、神通力の一部を失い黒髪になってしまった。非常に従順な性格で、世間知らずな一面がある。神通力の保有量は桁違いだが、低い物腰とその容姿から、神界のアイドルとまで称されている。入浴者を癒すことで神通力を得ていた。
みやま温泉の新しい神を福禄寿に頼み、嬬恋楼・天の間にて古神たちの前で自分が失ったことを告白し、一度は神の役目を終えて消えようとする。神の交代の儀式の直前に誠や看板娘たちの活躍により、古神たちから1年間の猶予を得た。普段は行幸荘（みゆきそう）というアパートで生活をしている。

### みやま館の看板娘
みやま館で働く少女たち。神様の弟子として、神通力を使うことが出来る。
塔ノ沢 つつじ（とうのさわ つつじ）
声 - 大亀あすか
看板娘その1。中学2年生。小枝中学校に通っている。人間離れした運動神経を持つ真面目な少女。みともと仲が良い。視力は良いが、神通力の副作用で目に負担がかかるので、時折ゆりから授かった特殊な眼鏡をかけている。
六弥 みとも（ろくや みとも）
声 - 伊藤かな恵
看板娘その2。中学2年生。つつじと仲が良く、よく一緒に行動している。料理が得意。
御子貝 あきの（みこがい あきの）
声 - 金元寿子
看板娘その3。中学1年生。いつも元気な小柄な少女。夢はヒーローになること。誠のことを「お兄ちゃん」と呼び慕う。
宇敷 とくら（うしき とくら）
声 - 茅野愛衣
看板娘その4。高校1年生の16歳。みやま館の看板娘たちのまとめ役。みやま館は実家で、祖父がなくなって以来、みやま館を切り盛りしている。誠の転校先である晴川高校に通っている。頭脳明晰・才色兼備の美人で、高校でも人気が高い。

### その他
嬬恋 諒歌（つまごい りょうか）
声 - 早見沙織
温泉街の最大手旅館「嬬恋楼」の一人娘の女中。とくらのクラスメートで、転校してきた誠を半ば強制的に自らの隣の席に充てさせる。とくらとは幼馴染で、とくらのことをライバル視している。
安中 偲（あんなか しのぶ）
晴川高校の写真同好会会長。あきののことが好きな、人に恋をするタヌキ。自分と同じく身分違いな恋をする誠のことを似たもの同士として尊敬している。
福禄寿
人望の神。ゆりに頼まれ、一度はみやま温泉の新しい神になりかけた。
ぬこ
猫の姿の神。眼鏡屋の店主で、つつじが掛けている眼鏡をゆりに提供している。
竹山 まあこ（たけやま まあこ）
温泉旅館・竹山苑で働く女性。
こすず
竹山苑で働く女性。
南 やひろ（みなみ やひろ）
竹山苑で働く女性。泉緑祭の泉緑の儀で主役である巫女役を務めた。焼きうどんが好物。

## 書誌情報
MFコミックス　アライブシリーズ（メディアファクトリー→KADOKAWA）
- ゆめくり 1　2012年10月31日初版発行（2012年10月23日発売）、ISBN 978-4-8401-4740-8
- ゆめくり 2　2013年10月31日初版発行（2013年10月23日発売）、ISBN 978-4-8401-5336-2
- ゆめくり 3　2014年12月31日初版発行（2014年12月22日発売）、ISBN 978-4-04-067221-2
- ゆめくり 4　2015年12月31日初版発行（2015年12月22日発売）、ISBN 978-4-04-067857-3
- ゆめくり 5　2017年1月31日初版発行（2017年1月23日発売）、ISBN 978-4-04-069043-8

## ドラマCD
ゆめくりドラマCD〜お客さんアップアップ大作戦!?〜
『月刊コミックアライブ』2012年9月号にてドラマCD化が発表され、キャスト第1弾が公開された。2012年11月28日にランティス/GloryHeavenから発売された。LASA-5144, 5145。
- 原作 - 博（月刊コミックアライブ連載、メディアファクトリー発行）
- 脚本原案 - 博
- 構成・脚本 - 玉井☆豪
- 音響監督 - 明田川仁
- 録音 - 荒川道哉
- 録音助手 - 大寺文彦
- 音響効果 - 小山恭正
- 録音スタジオ - プロセンスタジオ
- 音響制作担当 - 田中理恵
- 音響制作 - マジックカプセル
- 音楽 - 伊藤賢
- プロデューサー - 小池克実

## アニメ
『月刊コミックアライブ』2012年10月号にてショートアニメ化が発表され、2012年11月28日発売のドラマCDに約6分間のショートアニメを収録したDVDが同梱された。

### スタッフ
- 原作 - 博（月刊コミックアライブ連載、メディアファクトリー発行）
- 監督・絵コンテ - 畑博之
- シナリオ - 雨宮ひとみ
- キャラクターデザイン・作画監督 - 齋田博之
- 美術監督 - 松井裕章
- 撮影監督 - 伊藤康行
- 音響監督 - 明田川仁
- 録音 - 荒川道哉
- 効果 - 小山恭正
- 音楽 - 伊藤賢
- 録音スタジオ - プロセンスタジオ
- 音響制作担当 - 田中理恵
- 音響制作 - マジックカプセル
- 編集 - 岡祐司
- プロデュース - 小池克実、小原充
- 制作プロデューサー - せきやまあきひろ
- アニメーション制作 - ディオメディア
- 製作 - ランティス